# Rennrodel-Weltmeisterschaften 2013
Die 43. FIL Weltmeisterschaften im Rennrodeln wurde am 1. und 2. Februar 2013 im Whistler Sliding Centre im kanadischen Whistler, British Columbia ausgetragen.
Die Titelkämpfe wurden durch den Weltverband FIL am 20. Juni 2009 auf dem 57. FIL-Kongress in Liberec an den einzigen Bewerber, Whistler, vergeben.
Erfolgreichste Mannschaft war Deutschland, die acht der zwölf Medaillen und dabei alle Weltmeistertitel gewinnen konnte.

## Ergebnisse

### Frauen, Einsitzer
| Platz                                   | Sportler             | Nation             | Laufzeiten              | Endzeit  |
| --------------------------------------- | -------------------- | ------------------ | ----------------------- | -------- |
| 1                                       | Natalie Geisenberger | Deutschland        | 36,688 (1) 36,740 (1)   | 1:13,428 |
| 2                                       | Tatjana Hüfner       | Deutschland        | 36,787 (2) 36,747 (2)   | + 0,106  |
| 3                                       | Alex Gough           | Kanada             | 36,788 (3) 36,758 (3)   | + 0,118  |
| 4                                       | Anke Wischnewski     | Deutschland        | 36,812 (4) 36,846 (4)   | + 0,230  |
| 5                                       | Aileen Frisch        | Deutschland        | 36,959 (7) 36,856 (5)   | + 0,387  |
| 6                                       | Erin Hamlin          | Vereinigte Staaten | 36,924 (5) 36,932 (6)   | + 0,428  |
| 7                                       | Kimberley McRae      | Kanada             | 36,977 (10) 36,962 (7)  | + 0,511  |
| 8                                       | Arianne Jones        | Kanada             | 36,964 (8) 36,985 (8)   | + 0,521  |
| 9                                       | Julia Clukey         | Vereinigte Staaten | 36,996 (11) 36,988 (10) | + 0,556  |
| 10                                      | Elīza Tīruma         | Lettland           | 36,939 (6) 37,056 (14)  | + 0,567  |
| 11                                      | Martina Kocher       | Schweiz            | 37,042 (12) 36,986 (9)  | + 0,600  |
| 12                                      | Alexandra Rodionowa  | Russland           | 36,973 (9) 37,067 (15)  | + 0,612  |
| 13                                      | Nina Reithmayer      | Österreich         | 37,058 (13) 37,019 (11) | + 0,649  |
| 14                                      | Kate Hansen          | Vereinigte Staaten | 37,072 (16) 37,020 (12) | + 0,664  |
| 15                                      | Tatjana Iwanowa      | Russland           | 37,100 (18) 37,029 (13) | + 0,701  |
| 16                                      | Jekaterina Baturina  | Russland           | 37,061 (15) 37,072 (16) | + 0,705  |
| 17                                      | Sandra Gasparini     | Italien            | 37,081 (17) 37,115 (19) | + 0,768  |
| 18                                      | Raluca Strămăturaru  | Rumänien           | 37,060 (14) 37,150 (20) | + 0,782  |
| 19                                      | Jordan Smith         | Kanada             | 37,141 (19) 37,103 (17) | + 0,816  |
| 20                                      | Mona Wabnigg         | Österreich         | 37,236 (20) 37,110 (18) | + 0,918  |
| Nicht für den 2. Durchgang qualifiziert |                      |                    |                         |          |
| 21                                      | Natalja Chorjowa     | Russland           | 37,246 (21)             |          |
| 22                                      | Emily Sweeney        | Vereinigte Staaten | 37,251 (22)             |          |
| 23                                      | Birgit Platzer       | Österreich         | 37,312 (23)             |          |
| 24                                      | Ewa Kuls             | Polen              | 37,338 (24)             |          |
| 25                                      | Morgane Bonnefoy     | Frankreich         | 37,441 (25)             |          |
| 26                                      | Maryna Halajdschjan  | Ukraine            | 37,497 (26)             |          |
| 27                                      | Anastasia Polusytok  | Ukraine            | 37,572 (27)             |          |
| 28                                      | Daria Obratov        | Kroatien           | 37,821 (28)             |          |
| 29                                      | Sung Eun-Ryung       | Südkorea           | 38,086 (29)             |          |
| dnf                                     | Viera Gbúrová        | Slowakei           |                         |          |
| dnf                                     | Olena Schchumowa     | Ukraine            |                         |          |

Datum: 2. Februar 2013

Natalie Geisenberger gewann ihre erste Goldmedaille bei Weltmeisterschaften, zugleich setzte sie die neuen Start- und Bahnrekorde von 3.348 und 36,688 Sekunden. Erstmals gelang es dem deutschen Frauen-Team bei einer Weltmeisterschaft mit vier Starterinnen unter die besten Fünf zu fahren.

### Männer, Einsitzer
| Platz                                   | Sportler             | Nation                 | Laufzeiten              | Endzeit  |
| --------------------------------------- | -------------------- | ---------------------- | ----------------------- | -------- |
| 1                                       | Felix Loch           | Deutschland            | 48,133 (1) 48,242 (1)   | 1:36,375 |
| 2                                       | Andi Langenhan       | Deutschland            | 48,316 (2) 48,434 (4)   | + 0,375  |
| 3                                       | Johannes Ludwig      | Deutschland            | 48,338 (3) 48,437 (5)   | + 0,400  |
| 4                                       | David Möller         | Deutschland            | 48,424 (4) 48,362 (3)   | + 0,411  |
| 5                                       | Samuel Edney         | Kanada                 | 48,446 (5) 48,350 (2)   | + 0,421  |
| 6                                       | Chris Mazdzer        | Vereinigte Staaten     | 48,581 (8) 48,543 (6)   | + 0,749  |
| 7                                       | Albert Demtschenko   | Russland               | 48,578 (7) 48,552 (7)   | + 0,755  |
| 8                                       | Wolfgang Kindl       | Österreich             | 48,573 (6) 48,596 (10)  | + 0,794  |
| 9                                       | Inārs Kivlenieks     | Lettland               | 48,622 (10) 48,559 (8)  | + 0,806  |
| 10                                      | Daniel Pfister       | Österreich             | 48,602 (9) 48;654 (13)  | + 0,881  |
| 11                                      | Jo Alexander Koppang | Norwegen               | 48,695 (13) 48,608 (11) | + 0,928  |
| 12                                      | Mārtiņš Rubenis      | Lettland               | 48,675 (11) 48,653 (12) | + 0,953  |
| 13                                      | Gregory Carigiet     | Schweiz                | 48,699 (14) 48,663 (14) | + 0,987  |
| 14                                      | Wiktor Kneib         | Russland               | 48,692 (12) 48,752 (18) | + 1,069  |
| 15                                      | Jozef Ninis          | Slowakei               | 48,757 (15) 48,692 (15) | + 1,074  |
| 16                                      | Dominik Fischnaller  | Italien                | 48,918 (23) 48,576 (9)  | + 1,119  |
| 17                                      | Taylor Morris        | Vereinigte Staaten     | 48,763 (16) 48,780 (20) | + 1,168  |
| 18                                      | David Mair           | Italien                | 48,793 (17) 48,771 (19) | + 1,189  |
| 19                                      | Ondřej Hyman         | Tschechien             | 48,894 (21) 48,709 (16) | + 1,228  |
| 20                                      | Manuel Pfister       | Österreich             | 48,889 (20) 48,780 (20) | + 1,294  |
| 21                                      | Reinhard Egger       | Österreich             | 48,965 (25) 48,712 (17) | + 1,302  |
| 22                                      | Thor Haug Nørbech    | Norwegen               | 48,869 (18) 48,855 (22) | + 1,349  |
| 23                                      | Adam Rosen           | Vereinigtes Königreich | 48,878 (19) 48,884 (23) | + 1,387  |
| 24                                      | John Fennell         | Kanada                 | 48,915 (22) 48,968 (24) | + 1,508  |
| 25                                      | Mitchel Malyk        | Kanada                 | 48,935 (24) 49,005 (25) | + 1,565  |
| Nicht für den 2. Durchgang qualifiziert |                      |                        |                         |          |
| 26                                      | Kristaps Mauriņš     | Lettland               | 48,966 (26)             |          |
| 27                                      | Alexander Peretjagin | Russland               | 48,995 (27)             |          |
| 28                                      | Bruno Banani         | Tonga                  | 49,026 (28)             |          |
| 29                                      | Andrij Mandsij       | Ukraine                | 49,075 (29)             |          |
| 30                                      | Maciej Kurowski      | Polen                  | 49,099 (30)             |          |
| 31                                      | Tønnes Stang Rolfsen | Norwegen               | 49,120 (31)             |          |
| 32                                      | Valentin Crețu       | Rumänien               | 49,201 (32)             |          |
|                                         | Andrij Kis           | Ukraine                | 49,201 (32)             |          |
| 34                                      | Danej Navrboc        | Slowenien              | 49,307 (34)             |          |
| 35                                      | Hidenari Kanayama    | Japan                  | 49,584 (35)             |          |
| 36                                      | Pawel Angelow        | Bulgarien              | 49,968 (36)             |          |
| 37                                      | Tilen Sirše          | Slowenien              | 50,001 (37)             |          |
| 38                                      | Kim Dong-Hyeon       | Südkorea               | 50,375 (38)             |          |
| 39                                      | Stanislaw Benjow     | Bulgarien              | 50,590 (39)             |          |
| 40                                      | Semjon Pawlitschenko | Russland               | 51,791 (40)             |          |
| 41                                      | Imre Pulai           | Ungarn                 | 52,512 (41)             |          |

Datum: 1. Februar 2013

Felix Loch gewann seine vierte WM-Goldmedaille. Mit Andi Langenhan und Johannes Ludwig gewannen ebenfalls zwei Deutsche Silber und Bronze. Bahnrekord holte mit 48,133 Sekunden Felix Loch, den Startrekord von 6,930 Sekunden erreichte Ludwig.

### Doppelsitzer
| Platz                                   | Sportler                                     | Nation             | Laufzeiten              | Endzeit  |
| --------------------------------------- | -------------------------------------------- | ------------------ | ----------------------- | -------- |
| 1                                       | Tobias Wendl Tobias Arlt                     | Deutschland        | 36,347 (1) 36,495 (1)   | 1:12,842 |
| 2                                       | Toni Eggert Sascha Benecken                  | Deutschland        | 36,505 (2) 36,537 (2)   | + 0,200  |
| 3                                       | Andreas Linger Wolfgang Linger               | Österreich         | 36,591 (3) 36,677 (4)   | + 0,426  |
| 4                                       | Tristan Walker Justin Snith                  | Kanada             | 36,674 (5) 36,672 (3)   | + 0,504  |
| 5                                       | Peter Penz Georg Fischler                    | Österreich         | 36,693 (7) 36,756 (5)   | + 0,607  |
| 6                                       | Andris Šics Juris Šics                       | Lettland           | 36,682 (6) 36,776 (6)   | + 0,616  |
| 7                                       | Christian Oberstolz Patrick Gruber           | Italien            | 36,694 (8) 36,810 (9)   | + 0,662  |
| 8                                       | Wladislaw Juschakow Wladimir Machnutin       | Russland           | 36,728 (9) 36,839 (11)  | + 0,725  |
| 9                                       | Ludwig Rieder Patrick Rastner                | Italien            | 36,672 (4) 36,896 (14)  | + 0,726  |
| 10                                      | Oskars Gudramovičs Pēteris Kalniņš           | Lettland           | 36,774 (10) 36,815 (10) | + 0,747  |
| 11                                      | Andrei Bogdanow Andrei Medwedew              | Russland           | 36,823 (12) 36,783 (8)  | + 0,764  |
| 12                                      | Alexander Denissjew Wladislaw Antonow        | Russland           | 36,831 (14) 36,778 (7)  | + 0,767  |
| 13                                      | Hans Peter Fischnaller Patrick Schwienbacher | Italien            | 36,821 (11) 36,855 (12) | + 0,834  |
| 14                                      | Matt Mortensen Preston Griffall              | Vereinigte Staaten | 36,862 (15) 36,880 (13) | + 0,900  |
| 15                                      | Lukáš Brož Antonín Brož                      | Tschechien         | 36,825 (13) 36,934 (15) | + 0,917  |
| 16                                      | Ján Harniš Branislav Regec                   | Slowakei           | 37,162 (17) 37,043 (16) | + 1.363  |
| 17                                      | Matěj Kvíčala Jaromír Kudera                 | Tschechien         | 37,115 (16) 37,162 (17) | + 1,435  |
| 18                                      | Patryk Poręba Karol Mikrut                   | Polen              | 37,267 (18) 37,433 (18) | +1,858   |
| Nicht für den 2. Durchgang qualifiziert |                                              |                    |                         |          |
| 19                                      | Ivan Vynnytskyy Oleh Fitel                   | Ukraine            | 37,323 (19)             |          |
| 20                                      | Paul Ifrim Andrei Anghel                     | Rumänien           | 37,385 (20)             |          |
| 21                                      | Jake Hyrns Andrew Sherk                      | Vereinigte Staaten | 37,424 (21)             |          |
| 22                                      | Marek Solčanský Karol Stuchlák               | Slowakei           | 37,497 (22)             |          |
| 23                                      | Park Jin-yong Ryu Sung-hyun                  | Südkorea           | 37,983 (23)             |          |

Datum: 1. Februar 2013

Für das Doppel Tobias Wendl/Tobias Arlt war es nach der Silbermedaille 2008 der erste Weltmeistertitel ihrer Karriere. Sie holten zudem Start- & Bahnrekord.

### Team Staffel
| Platz | Nation             | Sportler                                                   | Laufzeiten                          | Endzeit  |
| ----- | ------------------ | ---------------------------------------------------------- | ----------------------------------- | -------- |
| 1     | Deutschland        | Natalie Geisenberger Felix Loch Wendl/Arlt                 | 39,906 (1) 41,926 (1) 41,994 (1)    | 2:03,826 |
| 2     | Kanada             | Alex Gough Samuel Edney Walker/Snith                       | 40,014 (2) 41,993 (2) 42,265 (4)    | +0,446   |
| 3     | Lettland           | Maija Tīruma Inārs Kivlenieks Šics/Šics                    | 40,328 (4) 42,265 (7) 42,261 (3)    | +1,028   |
| 4     | Österreich         | Nina Reithmayer Wolfgang Kindl Linger/Linger               | 40,435 (5) 42,173 (3) 42,254 (2)    | +1,036   |
| 5     | Vereinigte Staaten | Erin Hamlin Chris Mazdzer Mortensen/Griffall               | 40,224 (3) 42,177 (4) 42,465 (7)    | +1,040   |
| 6     | Italien            | Sandra Gasparini Dominik Fischnaller Oberstolz/Gruber      | 40,544 (7) 42,201 (5) 42,409 (6)    | +1,328   |
| 7     | Russland           | Alexandra Rodionowa Albert Demtschenko Juschakow/Machnutin | 40,508 (6) 42,296 (8) 42,389 (5)    | +1,367   |
| 8     | Polen              | Ewa Kuls Maciej Kurowski Poręba/Mikrut                     | 40,708 (10) 42,575 (9) 43,054 (8)   | +2,511   |
| 9     | Slowakei           | Viera Gbúrová Jozef Ninis Harniš/Regec                     | 40,802 (11) 42.260 (6) 43.767 (9)   | +3,003   |
| 10    | Südkorea           | Sung Eun-Ryung Kim Dong-Hyeon Park/Kwon                    | 42,045 (12) 44,180 (12) 45,750 (10) | +8,149   |
|       | Ukraine            | Maryna Halajdschjan Andrij Kis Vynnytskyy/Fitel            | 40,601 (9) 42,705 (10) DNF          |          |
|       | Rumänien           | Raluca Strămăturaru Valentin Crețu Ifrim/Anghel            | 40,555 (8) 42,945 (11) DNF          |          |

Datum: 2. Februar 2013

Geisenberger, Loch, Wendl und Arlt stellten mit 2:03,826 Minuten einen neuen Bahnrekord auf.

## Medaillenspiegel
| Platz  | Land        | Gold | Silber | Bronze | Gesamt |
| ------ | ----------- | ---- | ------ | ------ | ------ |
| 1      | Deutschland | 4    | 3      | 1      | 8      |
| 2      | Kanada      | -    | 1      | 1      | 2      |
| 3      | Österreich  | -    | -      | 1      | 1      |
| 3      | Lettland    | -    | -      | 1      | 1      |
| Gesamt | Gesamt      | 4    | 4      | 4      | 12     |